# Aeroportul Internațional Roberts
Aeroportul Internațional Roberts (IATA: ROB, ICAO: GLRB) este un aeroport din Margibi County⁠(d), Liberia ce deservește zona Monrovia. Aeroportul a fost tranzitat în 2009 de 133.656 de pasageri. A fost deschis în 1941 și numit după Joseph Jenkins Roberts.
Situat la o altitudine de 3 m, aeroportul dispune de 1 pistă.

## Infrastructură

### Piste
Aeroportul dispune de o singură pistă. Pista are orientarea 04/22.